# Carmen (Poesie)
Carmen (pl. Carmina, lat. Gesang), bis in das 18. Jahrhundert hinein ein Oberbegriff für Gedichte, der selbst kaum eine klare eigene Definition erhielt. Zedlers Universal-Lexicon bietet symptomatischerweise keinen Eintrag zum Carmen, aber einzelne Einträge zu einzelnen Genres – vom Carmen Anacreonticum über das Carmen Epicum, das Carmen Lyricum, das Carmen Propheticum und das Alexandrinische Carmen bis hin zum Carmen Bucolicum im letzten Supplementband.
Unter den Produktionen in Versen umfasste das Carmen die Versepen Homers (das Carmen Epicum Heroicum) bis hinab zu den lyrischen, Melodien einladenden Kleingattungen. Das Wort wurde vor allem dort benutzt, wo Genres und Stillagen im Bereich der Sprache in Versen zu definieren waren: die Schäferdichtung, die lyrische (annehmliche, melodische) Dichtung – ein Synonym für Dichtung war das Carmen im selben Moment nicht: Das Wort lenkte den Blick auf die Sprache in Versen und darauf, dass man Carmina theoretisch als Liedformen ansehen könnte.
Im Feld der Gelegenheitsdichtung gaben die Anlässe weitere Unterscheidungen und Begriffe wie das „Leich-Carmen“ (anlässlich von Beerdigungen), das „Hochzeits-Carmen“ (zu Hochzeiten) oder das „Gratulations-Carmen“ (für verschiedenste Glückwünsche produziert).
Im Feld der Prosa gewann das Wort Tractat ähnliche Flexibilität – als im speziellen Wortsinn die Bezeichnung für die „Abhandlung“, im weiteren Sprachgebrauch jedoch einen Begriff, der Romane wie beliebige darstellende Prosatexte umschließen konnte.

„Weil die Poesie / wie auch die Rednerkunst / in dinge vnd worte abgetheilet wird; als wollen wir erstlich von erfindung vnd eintheilung der dinge / nachmals von der zuebereitung vnd ziehr der worte / vnnd endtlich vom maße der sylben / Verse / reimen / vnnd vnterschiedener art der carminum vnd getichte reden.“

## Beispiele
- Carmina Burana
- Carmen graecum de herbis